# Вайт-Бер (Міннесота)
Вайт-Бер (англ. White Bear) — Тауншип в окрузі Ремсі, Міннесота, США. На 2000 рік його населення склало 11293 особи.

## Географія
За даними Бюро перепису населення США площа тауншипа становить 28,0 км², з яких 19,3 км² припадає на сушу, а 8,7 км² — вода (31,12%).

## Демографія
За даними перепису населення 2000 року тут перебували 11 293 особи, 4 010 домогосподарств і 3151 сімей. Густота населення — 1 584,5 осіб/км². На території тауншипа розташовано 4086 будівель із середньою щільністю 211,5 будівель на один квадратний кілометр. Расовий склад населення: 97,14% білих, 0,41% афроамериканців, 0,22% корінних американців, 1,20% азіатів, 0,02% c Тихоокеанських островів, 0,33% — інших рас США та 0,68% припадає на дві або більше інших рас. Іспанці або латиноамериканці будь-якої раси становили 1,19% від популяції тауншипа.